# Шталь, Георг Эрнст
Георг Эрнст Шталь (нем. Georg Ernst Stahl; 22 октября 1659, Ансбах, Бавария — 14 мая 1734, Берлин, Королевство Пруссия) — немецкий врач и химик, получивший широкую известность благодаря разработке теории флогистона.

## Биография
Георг Эрнст Шталь родился в приходе Святого Иоанна в Ансбахе, Бранденбург, 22 октября 1659 года. Его отцом был Иоганн Лоренц Шталь (1620—1698). Его матерью была Мария София Шталь, урождённая Меелфюрер (1635—1680), дочь Иоганна Буркхарда Меелфюрера (1603—1637) и внучка протестантского богослова, филолога, педагога и писателя Иоганнеса Меелфюрера (1570—1640). Он был воспитан в пиетизме, что повлияло на его взгляды на мир. Его интерес к химии возник благодаря влиянию профессора медицины Якоба Барнера и химика Иоганна Кункеля фон Левенштьерна. В конце 1670-х годов Шталь переехал в Саксен-Йену, чтобы изучать медицину в Йенском университете. Успех Шталя в Йене принес ему степень доктора медицины примерно в 1683 году, а затем он продолжил преподавать в том же университете
Георг Эрнст Шталь в 1683 году окончил медицинский факультет Йенского университета. После окончания университета стал там же приват-доцентом, а затем профессором медицины. С 1687 года — придворный врач герцога Саксен-Веймарского Иоганна Эрнста. С 1694 года — профессор Университета Галле. С 1716 года — лейб-медик прусского короля Фридриха Вильгельма I. В Берлине он стал президентом Медицинской коллегии — высшего медицинского учреждения Пруссии. Благодаря его усилиям в Берлине была основана Медико-хирургическая коллегия для подготовки военных врачей.
Развивая воззрения И. И. Бехера, сформулировал (впервые в 1697, подробно в 1703) теорию флогистона. Эта теория, объединявшая многочисленные сведения о процессах восстановления, горения и обжига, получила широкое распространение в XVIII веке. Флогистонная теория Шталя стала первой теорией научной химии, и сыграла важную роль в окончательном освобождении химии от алхимии. Работы по исследованию газов (см. Пневматическая химия) и труды А. Лавуазье опровергли теорию флогистона в конце XVIII века. В своих работах по физиологии Шталь выступал виталистом; стал основателем анимизма — учения о душе, как некоем безличном жизненном начале, лежащим в основе всех жизненных процессов.

## Семья
Георг Эрнст Шталь был трижды женат. Его первой женой была Катарина Маргарета Микульцин (1668—1696), После смерти первой жены в 1696 году, 12 февраля 1705 года он женился на Барбаре Элеоноре Тенцель (1686—1706), дочери члена налогового совета курфюршества Бранденбург в Галле (Заале) Иоганна Кристиана Тенцеля. После смерти своей второй жены в 1706 году, 26 февраля 1711 года он женился в третий раз на Регине Элизабет Везенер (1683—1730), дочери городского врача в Галле Вольфганга Кристофа Везенера (1640—1706).
От двух браков у него было девять детей:
- Иоганн Август Шталь (1694)
- Кристина Катарина София Шталь (1696)
- Элеонора Шталь (1706—1708)
- Регина Эрнестина Шталь (1712—1778), вышла замуж за Иоганна Августа Арендса (1703—1747).
- Георг Эрнст Шталь-младший[нем.] (1713—1772), врач и придворный советник в Берлине, был женат на Иоганне Элизабет Шрадер (1725—1763), дочери фармацевта Иоганна Кристофа Шрадера[нем.] (1683—1744), имел девять детей.
- Иоганн Кристоф Шталь (род. 1714)
- София Доротея Шталь (род. 1716)
- Катарина Шарлотта Луиза Шталь (1717—1784), в 1735 году вышла замуж за королевского прусского придворного советника и профессора университета Иоганна Самуэля Фридриха фон Бёмера[нем.] (1704—1772), у них было десять детей, в том числе Георг Фридрих фон Бёмер[нем.] (1739—1797).
- София Розина Шталь (1722—1801), в 1740 году вышла замуж за берлинского криминального советника и почтмейстера Иоганна Георга Бухгольца (1714—1771), её сыном был государственный служащий, дипломат и министр Генрих фон Бухгольц[нем.] (1749—1811).

## ература
- Шталь, Георг-Эрнст // Энциклопедический словарь Брокгауза и Ефрона : в 86 т. (82 т. и 4 доп.). — СПб., 1890—1907.
- Биографии великих химиков. Перевод с нем. под редакцией Быкова Г. В. — М.: Мир, 1981. 320 с.
- Волков В. А., Вонский Е. В., Кузнецова Г. И. Выдающиеся химики мира. — М.: ВШ, 1991. 656 с.